# 皇家司法院

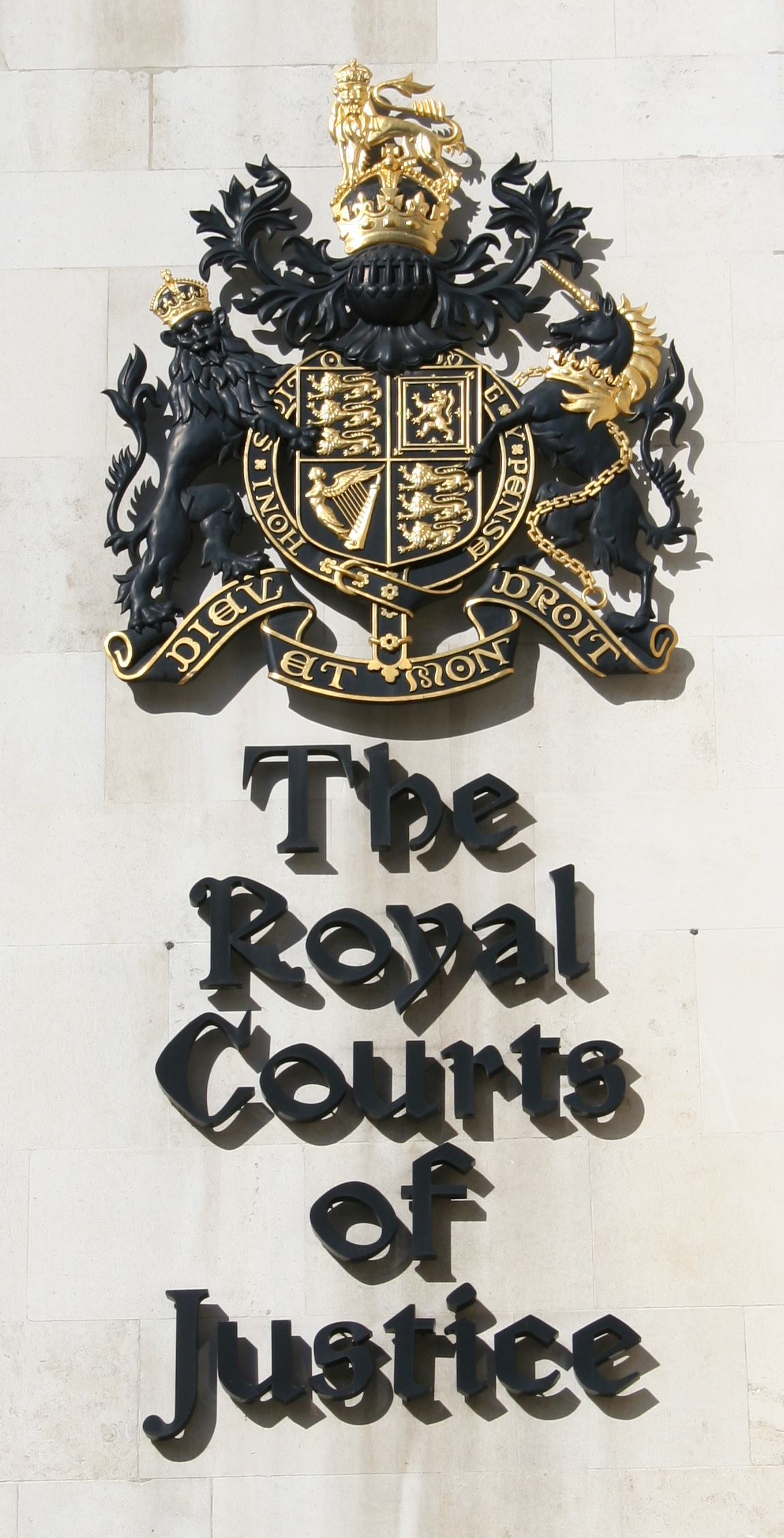
皇家司法院入口標誌

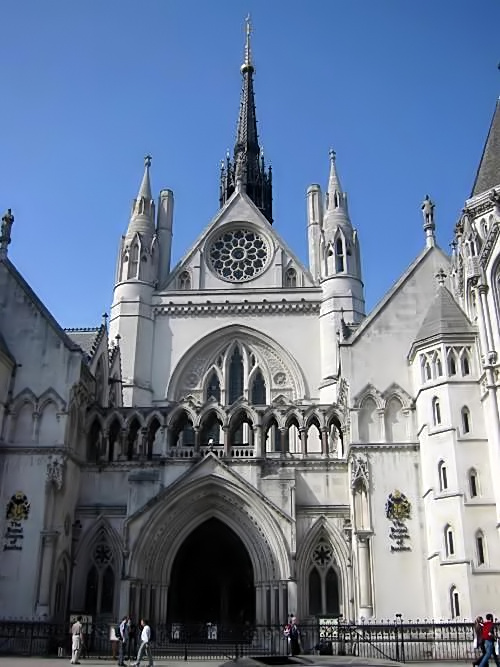
皇家司法院

皇家司法院（英語：Royal Courts of Justice），俗稱法院大樓（Law Courts），位於英國倫敦西敏市內的河岸街，是英格蘭及威爾斯上訴法院及英格蘭及威爾斯高等法院的所在地。司法院開放予公眾入內，但部份案件開審時，會限制公眾入庭聽審。
由喬治·埃德蒙·斯特里特（George Edmund Street）設計的皇家司法院始建於1870年代，是一座規模龐大的建築物，外部富維多利亞哥德式色彩，1882年12月由維多利亞女皇正式揭幕。皇家司法院毗鄰倫敦市（聖殿關附近）和倫敦卡姆登自治市，並由四所律師學院與倫敦政經學院等名門所環繞。司法院最就近的地鐵站分別是法院巷站和聖殿站。
任何沒有法律代表的人士，可於皇家司法院大堂內的公民諮詢處（Citizens Advice Bureau （页面存档备份，存于））取得協助，於司法院內進行訴訟的人事，可透過預約向諮詢處取得免費、保密和公正的諮詢服務。司法院內還有一個由慈善組織營辦的個人支援組（Personal Support Unit），可親身向與訟人提供情緒支援及其他基本資訊。
俗稱奧卑利（Old Bailey）的中央刑事法庭位於皇家司法院以東約半英里的地方，但兩者沒有直接聯繫。